# 151-я бригада подводных лодок
151-я бригада подводных лодок (сокращённо: 151-я БрПЛ) — соединение подводных сил Черноморского флота, существовавшее в период с 1951 по 1956 годы.

## История соединения
Бригада была переформирована 27 января 1951 года на базе управления 3-го дивизиона 2-й бригады подводных лодок Черноморского флота и была включена в состав 21-й дивизии ПЛ. В составе бригады находилось 10 подводных лодок типа «Малютка», все они базировались на Балаклаву. После расформирования бригады в 1956 году подводные лодки перечислены в состав 154-й бригады ПЛ.

## Командный состав

### Командиры
- контр-адмирал Жданов, Алексей Степанович (1951 — ноябрь 1953);
- Смирнов, Николай Иванович (ноябрь 1953 — 29 ноября 1954);
- капитан 1 ранга Иванов, Павел Карпович (ноябрь 1954—1956).

### Начальники штаба
- Александров, Василий Митрофанович (1951—1952);
- Иванов, Павел Карпович (1952—1954).